# 山下和仁
山下和仁，日本古典吉他演奏家，（1961年1月1日—），出生于长崎市。8岁起从其父亲山下亨开始接触吉他。因其演奏方式独特，饱含感情，而他的吉他演奏技巧又吸收了其他乐器的特点，山下也被称为“吉他狂人”。截止至2002年，山下和仁已发行了70余张专辑或EP。